# Follonica Hockey 2019-2020
Questa voce raccoglie le informazioni riguardanti il Follonica Hockey nelle competizioni ufficiali della stagione 2019-2020.

## Maglie e sponsor
Lo sponsor ufficiale per la stagione 2019-2020 è Impredil.
| 1ª divisa | 2ª divisa |

## Organigramma societario
- Presidente: Simone Pagliuchi
- Vicepresidente:
- Consiglieri:
- Direttore sportivo:
- Segretaria:
- Addetto stampa:

## Organico

### Giocatori
Dati tratti dal sito internet ufficiale della Federazione Italiana Sport Rotellistici.
| N° | Naz.                 | Ruolo | Sportivo                 |  |  |  |
| -- | -------------------- | ----- | ------------------------ |  |  |  |
| 2  | Italia (bandiera)    | A     | Serse Cabella            |  |  |  |
| 3  | Spagna (bandiera)    | A     | Pablo Cancela            |  |  |  |
| 4  | Italia (bandiera)    | D     | Francesco Banini         |  |  |  |
| 5  | Italia (bandiera)    | D     | Davide Banini            |  |  |  |
| 6  | Argentina (bandiera) | A     | Mario Rodriguez Figueroa |  |  |  |
| 7  | Italia (bandiera)    | D     | Federico Pagnini         |  |  |  |
| 8  | Italia (bandiera)    | D     | Stefano Paghi            |  |  |  |
| 9  | Italia (bandiera)    | A     | Marco Pagnini            |  |  |  |
| 11 | Italia (bandiera)    | P     | Gabriele Irace           |  |  |  |
| 14 | Italia (bandiera)    | P     | Giovanni Menichetti      |  |  |  |

### Staff tecnico
- Allenatore:  Enrico Mariotti